# هربرت ساموئل
هربرت لوئیس ساموئل (به انگلیسی: Herbert Louis Samuel) ‏ (۱۸۷۰ - ۱۹۶۳) نماینده پارلمان بریتانیا، نخستین وزیر یهودی‌تبار در کابینه دولت بریتانیا و اولین کمیسر عالی فلسطین و ماوراء اردن و از اندیشمندان و فعالان برجسته و نامدار صهیونیست بود.

## زندگی
در ۶ نوامبر ۱۸۷۰ در خانواده‌ای اشرافی یهودی- ارتدوکس (خانواده معروف ساموئل- مونتاگ) به دنیا آمد.
ساموئل هربرت نماینده پارلمان بریتانیا و اولین وزیر یهودی است که به کابینه دولت بریتانیا راه یافت. او از اعضای حزب آزادی خواه انگلستان بود.
چرچیل به او لقب «شاه ساموئل» داده بود.

## لابی برای تأسیس کشور یهودی‌نشین
ساموئل هربرت در سال ۱۹۲۴ طرحی را مبنی بر تأسیس یک دولت یهودی ارائه داد که در ضمن از منافع انگلستان هم در منطقه پاسداری کند از این رو در سال ۱۹۲۵ (۱۲۹۴ شمسی) طرحی را در مورد آینده فلسطین به هیئت وزیران مجلس بریتانیا داد و بلافاصله پیشنهاد دیگری را پیرامون تأسیس یک کشور یهودی در فلسطین به پارلمان انگلستان تقدیم داشت. وی در آن پیشنهاد متذکر شد که فلسطین به صورت کشور تحت‌الحمایه انگلستان درآید تا یهودیان بتوانند به خرید زمین و بسط خاک و برپائی کیبوتص بپردازند.
پس از پایان جنگ جهانی اول، شورای عالی متفقین قیمومیت فلسطین را به دولت بریتانیا واگذارد و در ۱ ژوئیه ۱۹۲۰ سِر هربرت ساموئل به عنوان نخستین کمیسر عالی فلسطین و ماوراء اردن برگزیده شد.

## مرگ
او در ۲ فوریه ۱۹۶۳ درگذشت.